# Sida laciniata
Sida laciniata là một loài thực vật có hoa trong họ Cẩm quỳ. Loài này được Bovini mô tả khoa học đầu tiên năm 2001.